# Detention - Terrore al liceo
Detention - Terrore al liceo è un film del 2011 diretto da Joseph Kahn e co-scritto insieme a Mark Palermo. Il film è stato presentato in anteprima nel marzo 2011 ad Austin, in Texas, al SXSW.

## Trama
La strada per il diploma non è facile. Raggiungere tale obiettivo comporta sacrifici e lotte per la sopravvivenza,
soprattutto quando per le strade del college si aggira Cinderhella, spietato killer mascherato che sembra aver preso vita da un film horror. Man mano che gli omicidi aumentano, il preside della scuola si convince che il vero responsabile
si nasconda tra la repressa diciassettenne Riley Jones e i suoi amici Sander, Clapton e Ione. Per evitare che il ballo di fine anno si trasformi in tragedia, decide di rinchiuderli in punizione per tutta la giornata. Cinderhella però è ancora in libertà e i quattro amici tenteranno l'impossibile per fermarlo.

## Produzione
Finanziato in gran parte dallo stesso Joseph Kahn, il film è stato girato dall'agosto all'ottobre 2010 a Los Angeles, California. Il direttore della fotografia, Christopher Probst, ha girato il film in digitale su Red Ones. Il supervisore degli effetti speciali è Chris Watts e la supervisione degli effetti visivi post produzione è a cura della Ingenuity Engine di Hollywood, California. Il design della produzione del film è stato realizzato da veterane video musicali e designer commerciale Marcelle Gravel.

## Distribuzione
La Sony Pictures Worldwide Acquisitions ha acquisito i diritti di distribuzione mondiale di questo film, ed ha distribuito il film in alcune sale cinematografiche il 13 aprile 2012 in alcuni teatri statunitensi. In Canada il film è stato distribuito il 27 aprile.
Il film è stato distribuito in DVD e Blu-ray il 31 luglio 2012.

## Accoglienza

### Critica
Su Rotten Tomatoes, il film ha un punteggio di approvazione del 40% basato su 42 recensioni, con una valutazione media ponderata di 4,8/10. Su Metacritic, che assegna una valutazione normalizzata alle recensioni, il film ha un punteggio medio ponderato di 45 su 100, basato su 14 critici, che indica "recensioni miste o medie".
Justine Elias di Slant Magazine ha dato al film 3 stelle su 4, scrivendo: "Per i pastorali attirati dal poster e dal trailer, Detention sarà deludentemente sfortunato, ma per i pellegrini della cultura pop intenti a scoprire un premio sotterraneo, non cercate oltre." Brett Gallman di Oh, the Horror! ha dato al film una recensione positiva, scrivendo: "Intelligente, divertente e altrettanto pieno di violenza e cuore splatstick, Detention non è solo un horror di livello successivo, è il livello successivo di tutto, una riaffermazione del cinema che altera i sensi." R.L. Shafer di IGN l'ha definito "un film sorprendentemente significativo e potente sulla natura del non significato e dei suoi effetti dannosi sulle giovani generazioni".
David Nusair di Reel Film Reviews ha dato al film 2 stelle su 4, scrivendo: "mentre Kahn merita il merito di aver tentato qualcosa di diverso nel genere dei film per ragazzi, Detention è semplicemente (e finalmente) troppo bizzarro e troppo off-the- muro per diventare qualcosa di più di una curiosità lievemente divertente." Nicolas Rapold del New York Times ha dato al film una recensione negativa, scrivendo: "Un altro ingresso nell'autocoscienza monotona, Detention è una commedia horror positivamente sommersa da riferimenti retrò." Peter Hartlaub del The San Francisco Chronicle odiava il film, "Ci saranno giovani spettatori che proclameranno questo genio e membri del pubblico più noiosi che lo trovano tortuoso. Se non stai twittando e mandando messaggi di testo a 50 volte o più giorno, probabilmente sei nel secondo campo." Drew McWeeny di Hitfix l'ha descritta come una "commedia horror dal sapore maniaco per la generazione di Twitter."

### Riconoscimenti
- 2011 - SXSW Film Festival
  - Nomination Audience Award[18]
- 2011 - Seattle International Film Festival
  - Youth Jury Prize[19]
- 2011 - Fantasia Film Festival
  - Écran Fantastique Prize
- 2011 - Sitges
  - Midnight Extreme Award
- 2012 - Fright Meter Awards
  - Nomination Miglior film horror
  - Nomination Miglior regia a Joseph Kahn
  - Nomination Miglior sceneggiatura a Joseph Kahn e Mark Palermo